# 1890 في ألمانيا
فيما يلي قوائم الأحداث التي وقعت خلال عام 1890 في ألمانيا.

## سياسة

### تعيين في المنصب
- 20 مارس – ليو فون كابريفي مستشار ألمانيا.

### انتهاء فترة المنصب
- 20 مارس – أوتو فون بسمارك مستشار ألمانيا.

## ظهور
- 18 سبتمبر – الجمعية الرياضياتية الألمانية

## مواليد

### يناير
- 1 يناير – أوتو رويتر كاتب ألماني.
- 9 يناير – كورت توخولسكي
- 31 يناير – أدولف باش

### مارس
- 15 مارس – هاينريش كلينشروث لاعب كرة مضرب ألماني.

### أبريل
- 27 أبريل – أوتو ارنست شفايتزر مهندس معماري ألماني.

### مايو
- 10 مايو – ألفرد يودل
- 12 مايو – كورت شتودنت

### يونيو
- 12 يونيو – بيرتز برنشتاين سياسي إسرائيلي.

### يوليو
- 8 يوليو – فالتر هازنكليفر شاعر ألماني.

### أغسطس
- 19 أغسطس – أوغستا فيكتوريا من هوهنتسولرن

### سبتمبر
- 23 سبتمبر – فريدريش باولوس

### أكتوبر
- 6 أكتوبر – جوزف كاستين كاتب ألماني.
- 27 أكتوبر – ماريا بلوم

### نوفمبر
- 7 نوفمبر – جوسيف بيرنس مهندس ألماني.

### ديسمبر
- 9 ديسمبر – مارتن ويبر مهندس معماري ألماني.
- 28 ديسمبر – فيكتور لوتز سياسي ألماني.

## وفيات

### يناير
- 5 يناير – هيرمان جاغر (مواليد 1815) عالم نبات ألماني.
- 7 يناير – أوغستا من ساكس-فايمار-آيزناخ (مواليد 1811)
- 14 يناير – إغناز فون دولينغير (مواليد 1799)
- 17 يناير – هاينريش فراي (مواليد 1822) عالم حشرات سويسري.

### مارس
- 11 مارس – غلدميستر (مواليد 1812)

### مايو
- 26 مايو – أديلبرت ديلبروك (مواليد 1822)

### يوليو
- 7 يوليو – هنري نستله (مواليد 1814)
- 18 يوليو – كريستسيان هنري فريدريك بيترز (مواليد 1813)

### أغسطس
- 13 أغسطس – كونراد فريدريش لودفيج (مواليد 1821)

### ديسمبر
- 26 ديسمبر – هاينريش شليمان (مواليد 1822)